# Walid Khalidi
Pour les articles homonymes, voir Khalidi.
Walid Khalidi (né en 1925 à Jérusalem) est un historien palestinien. Il est le beau-frère de l'ancien Président du Conseil libanais Saëb Salam.

## Biographie
Walid Khalidi a fait ses études dans les universités de Londres et d'Oxford. Il a enseigné à Oxford, à l'Université américaine de Beyrouth et à Harvard.
Il est cofondateur à Amman de la Royal Scientific Society (en) (en 1970) ainsi que de l'Institut des études palestiniennes (à Beyrouth en 1963), dont il est le secrétaire général. Il est enfin membre de l'Académie américaine des arts et des sciences. Il participe également au centre de recherches de la Palestine.
L’Organisation arabe pour l'éducation, la culture et les sciences de la Ligue arabe lui décerne en 2002 le Prix de distinction de réussite culturelle du monde arabe.

## Ouvrages
En langue arabe :
- al-Sihyuniyah fi miat am: Min al-buka alá al-atlal ilá al-haymanah alá al-Mashriq al-Arabi, 1897-1997, Dar al-Nahar; al-Tabah 1 edition,  (ISBN 2842890663), 1998
- Khamsun °aman °alá taqsim Filastin, 1947-1997, Dar al-Nahar; al-Tabah 1 edition,  (ISBN 284289071X), 1998
- Pour ne jamais oublier : les villages de Palestine détruits par Israël en 1948 et les noms de leurs martyrs (arabe traduit de l'anglais par Housni Zeinah), Institut des études palestiniennes,  (ISBN 9953-9001-2-4), 2001

En langue anglaise :
- Plan dalet: The Zionist Master Plan for the conquest of Palestine, (ASIN B0007KDVQ8), 1961
- Thinking the unthinkable: A sovereign Palestinian state, Council on Foreign Relations, 1978
- Regiopolitics: Toward a U.S. policy on the Palestine problem, Council on Foreign Relations, (ASIN B0006XSD6O), 1981
- Conflict and violence in Lebanon: Confrontation in the Middle East, Center for International Affairs, Harvard University,  (ISBN 0876740387), 1983
- At a Critical Juncture: The United States and the Palestinian People, Center for Contemporary Arab,  (ISBN 9990421382), 1989
- The Gulf Crisis: Origins and Consequences, Boynton/Cook Publishers,  (ISBN 0887282180), 1991
- The Middle East Post War Environment, Institut des études palestiniennes,  (ISBN 0887282334), 1991
- Palestine Reborn, I B Tauris & Co Ltd,  (ISBN 1850435596), 1993
- Haifa: Transformation of a Palestinian Arab Society 1918-1939, 1995
- Islam, the West, and Jerusalem, Center for Muslim-Christian Understanding,  (ISBN 1929218087), 1996
- The Ownership of the U.S. Embassy Site in Jerusalem,  (ISBN 0887282776), 2002
- The Prospects of Peace in the Middle East,  (ISBN 2842894111), 2002
- From Haven to Conquest: Readings in Zionism and the Palestine Problem Until 1948 (Anthology Series, No 2)Institut des études palestiniennes,  (ISBN 0887281559), 1987
- Islam the West and Jerusalem: A Symposium, Center for Contemporary Arab, (OCLC 35445655), 1998
- A Broken Trust: Sir Herbert Samuel, Zionism and the Palestinians, Library of Modern Middle East Studies, I. B. Tauris, 2001
- Préface de History of the Arabs, Revised: 10th Edition de Philip Hitti, Palgrave Macmillan; 10th Rev edition,  (ISBN 0333631420), 2002
- Before Their Diaspora: A Photographic History of the Palestinians, 1876-1948, Institut des études palestiniennes,  (ISBN 0-88728-1443), 1984 réédition 2010 Edition en ligne
- All That Remains: The Palestinian Villages Occupied and Depopulated by Israel in 1948, Institut des études palestiniennes,  (ISBN 0887283063), 2006